# Loris Kessel
Loris Kessel (* 1. April 1950 in Lugano; † 15. Mai 2010 in Montagnola, Kanton Tessin) war ein Schweizer Automobilrennfahrer. 1976 und 1977 war er für insgesamt sechs Formel-1-Rennen gemeldet, konnte sich jedoch nur dreimal qualifizieren.

## Karriere
In der Saison 1976 sollte Kessel für das britische Team RAM Racing an fünf Grands Prix teilnehmen, qualifizierte sich aber nur für drei. Seine einzige Zielankunft war der zwölfte Platz beim Großen Preis von Belgien auf dem Circuit Zolder. Einsatzfahrzeug war ein Brabham BT44, den RAM als Kundenauto bezogen hatte.
1977 trat Kessel beim Großen Preis von Italien mit einem Apollon-Williams FW03 – einem modifizierten Williams FW03 – an, verfehlte jedoch die Qualifikation für das Rennen. Bereits vorher waren Renneinsätze bei den Großen Preisen von Belgien, Frankreich, Österreich und der Niederlande geplant, welche jedes Mal wegen Schwierigkeiten beim Transport des Fahrzeugs abgesagt werden mussten. Der Einsatz im Apollon blieb Kessels letzte Teilnahme an einem Formel-1-Wochenende.
Nach seiner kurzen Formel-1-Karriere nahm Kessel gelegentlich an Rallyes und Bergrennen teil. Bei der Teilnahme am 24-Stunden-Rennen von Le Mans 1993 wurde er auf einem Porsche 962 Siebter in der Gesamtwertung.
Zuletzt führte Loris Kessel ein Autohaus in seiner Heimatstadt Lugano und war Eigentümer des 2000 gegründeten Rennstalls „Loris Kessel Racing Car“, mit dem er an der Ferrari Challenge und der FIA GT3-Europameisterschaft teilnahm.
Am 15. Mai 2010 starb Loris Kessel an Leukämie.

## Statistik

### Statistik in der Automobil-Weltmeisterschaft
Diese Statistik umfasst alle Teilnahmen des Fahrers an der Automobil-Weltmeisterschaft, die heutzutage als Formel-1-Weltmeisterschaft bezeichnet wird.

#### Einzelergebnisse
| Saison | Team                      | Wagen                 | Motor                    | 1 | 2 | 3 | 4   | 5  | 6 | 7   | 8   | 9   | 10 | 11 | 12  | 13  | 14  | 15 | 16 | 17 | WM  | Punkte |
| ------ | ------------------------- | --------------------- | ------------------------ | - | - | - | --- | -- | - | --- | --- | --- | -- | -- | --- | --- | --- | -- | -- | -- | --- | ------ |
| 1976   | RAM Racing                | Brabham BT44B         | Ford-Cosworth DFV 3.0 V8 |   |   |   |     |    |   |     |     |     |    |    |     |     |     |    |    |    | 36. | 0      |
| 1976   | RAM Racing                | Brabham BT44B         | Ford-Cosworth DFV 3.0 V8 |   |   |   | DNQ | 12 |   | DNF | DNQ |     |    | NC |     |     |     |    |    |    | 36. | 0      |
| 1977   | Jolly Club of Switzerland | Apollon-Williams FW03 | Ford-Cosworth DFV 3.0 V8 |   |   |   |     |    |   |     |     |     |    |    |     |     |     |    |    |    | –   | 0      |
| 1977   | Jolly Club of Switzerland | Apollon-Williams FW03 | Ford-Cosworth DFV 3.0 V8 |   |   |   |     |    |   | DNA |     | DNA |    |    | DNA | DNA | DNQ |    |    |    | –   | 0      |

| Legende  | Legende            | Legende                                                          |
| Farbe    | Abkürzung          | Bedeutung                                                        |
| -------- | ------------------ | ---------------------------------------------------------------- |
| Gold     | –                  | Sieg                                                             |
| Silber   | –                  | 2. Platz                                                         |
| Bronze   | –                  | 3. Platz                                                         |
| Grün     | –                  | Platzierung in den Punkten                                       |
| Blau     | –                  | Klassifiziert außerhalb der Punkteränge                          |
| Violett  | DNF                | Rennen nicht beendet (did not finish)                            |
| Violett  | NC                 | nicht klassifiziert (not classified)                             |
| Rot      | DNQ                | nicht qualifiziert (did not qualify)                             |
| Rot      | DNPQ               | in Vorqualifikation gescheitert (did not pre-qualify)            |
| Schwarz  | DSQ                | disqualifiziert (disqualified)                                   |
| Weiß     | DNS                | nicht am Start (did not start)                                   |
| Weiß     | WD                 | zurückgezogen (withdrawn)                                        |
| Hellblau | PO                 | nur am Training teilgenommen (practiced only)                    |
| Hellblau | TD                 | Freitags-Testfahrer (test driver)                                |
| ohne     | DNP                | nicht am Training teilgenommen (did not practice)                |
| ohne     | INJ                | verletzt oder krank (injured)                                    |
| ohne     | EX                 | ausgeschlossen (excluded)                                        |
| ohne     | DNA                | nicht erschienen (did not arrive)                                |
| ohne     | C                  | Rennen abgesagt (cancelled)                                      |
| ohne     | keine WM-Teilnahme |                                                                  |
| sonstige | P/fett             | Pole-Position                                                    |
| sonstige | 1/2/3/4/5/6/7/8    | Punktplatzierung im Sprint-/Qualifikationsrennen                 |
| sonstige | SR/kursiv          | Schnellste Rennrunde                                             |
| sonstige | *                  | nicht im Ziel, aufgrund der zurückgelegten Distanz aber gewertet |
| sonstige | ()                 | Streichresultate                                                 |
| sonstige | unterstrichen      | Führender in der Gesamtwertung                                   |

### Le-Mans-Ergebnisse
| Jahr | Team                  | Fahrzeug     | Teamkollege    | Teamkollege      | Platzierung | Ausfallgrund |
| ---- | --------------------- | ------------ | -------------- | ---------------- | ----------- | ------------ |
| 1993 | Obermaier Racing GmbH | Porsche 962C | Otto Altenbach | Jürgen Oppermann | Rang 7      |              |